# Truskolasy (gmina w województwie częstochowskim)
Truskolasy – dawna gmina wiejska istniejąca w latach 1952–1954 i 1973–1976 w woj. katowickim/stalinogrodzkim a następnie w woj. częstochowskim (dzisiejsze woj. śląskie). Siedzibą władz gminy były Truskolasy.
Gmina została utworzona 1 lipca 1952 roku w nowo utworzonym powiecie kłobuckim w woj. katowickim (od 9 marca 1953 pod nazwą woj. stalinogrodzkie), z części gmin Panki, Opatów i Węglowice. W dniu powołania gmina składała się z 9 gromad: Golce, Hutka, Kawki, Klepaczka, Kuleje, Piła, Rybno, Truskolasy i Zamłynie.
Gmina została zniesiona 29 września 1954 roku wraz z reformą wprowadzającą gromady w miejsce gmin.
Wraz z kolejną reformą administracyjną gminę Truskolasy reaktywowano 1 stycznia 1973 roku w tymże powiecie i województwie, w składzie Brzezinki, Długi Kąt, Golce, Hutka, Kawki, Klepaczka, Piła Druga, Piła Pierwsza, Rybno, Truskolasy i Zamłynie.
1 października 1973 od gminy Truskolasy odłączono Długi Kąt, włączacjąc go do gminy Wręczyca Wielka.
1 czerwca 1975 gmina znalazła się w nowo utworzonym woj. częstochowskim.
1 stycznia 1977 roku gmina została zniesiona. Większą część jej obszaru  (sołectwa: Brzezinki, Golce, Hutka, Kawki,  Klepaczka, Piła Druga, Piła Pierwsza, Truskolasy i Zamłynie) włączono do gminy Wręczyca Wielka, natomiast sołectwo Rybno weszło w skład nowej gminy Kłobuck (utworzonej także z obszarów znoszonych gmin Kamyk i Gnaszyn Dolny).